# غرب شامبران
غرب شامبران رمزها «WC» (بالإنجليزية: West  Champaran)‏ ، هو تقسيم إداري لدولة الهند تتبع ولاية بيهار (بالإنجليزية: Bihar)‏ ، مركزها هو مدينة باتياه (بالإنجليزية: Bettiah)‏ عدد سكانها حسب تعداد سنة 2001 هو 3,922,780 ، مساحتها 5,229 كم² وكثافة السكان 750 لكل كم² .

## أعلام
- براكاش جها